# Pimampiros
Pimampiros o Ulumbuela fue una cultura que vivió en la sierra norte del Ecuador junto a los otros pueblos Caranquis, Chapis y Cayambis en la confederación Caranqui con los cuales tenían un intercambio comencial. Se localizaba en las actuales provincias de Imbabura y Pichincha hasta la conquista de los incas y, posteriormente, de los españoles.

## Ubicación geográfica
Habitaron al lado izquierdo del río Pisque el cantón de Pimampiro y posiblemente el este de Otavalo.

## Economía
Sus principales actividades eran el trueque de algodón, maíz y sobre todo coca la cual se daba en la zona con otros pueblos indígenas de la zona y colonos españoles. Los de Pimampiro y Chapi poseían parcelas de coca, algodón y maíz en el fecundo valle de Coangue, de mucha recreación para los naturales. Pero más notable resultaba por su coca producida en un valle transversal semiárido del sistema fluvial Chota-Mira. Venían hasta de fuera y de sitios distantes en pos de su coca bajo la dirección de los señores locales.